# Józef Chodźko
Józef Chodźko (ur. 7 grudnia?/19 grudnia 1800 w Krzywiczach, zm. 21 lutego?/5 marca 1881 w Tyflisie) – polski topograf i geodeta w służbie rosyjskiej, badacz Kaukazu, generał lejtnant armii Imperium Rosyjskiego. Syn Jana Chodźki, rodzony brat Aleksandra i Michała.

## Życiorys
W latach 1816–1821 studiował na Uniwersytecie Wileńskim. Był członkiem akademickich organizacji patriotycznych. Po wybuchu powstania listopadowego został zmuszony do opuszczenia Wilna i wyjazdu na południe Rosji, skąd trafił do Mołdawii i Wołoszczyzny.
Prace geodezyjne rozpoczął pod rozkazami Tennera w guberniach nadbałtyckich. W 1840 r. Chodźko został przeniesiony na Kaukaz do Tyflisu i skierowany do pracy w Kaukaskim Oddziale Wojskowo-Topograficznym, będącym częścią rosyjskiego Korpusu Kaukaskiego. W latach 1847–1853 przeprowadzał triangulacje (którym szefował) w Kurlandii, na płd. Kaukazie, Armenii (1854), płn. Kaukazie (1859–1866) i Kraju Zakubańskim. Prowadził badania geodezyjne i geograficzne Kaukazu, których wynikiem był pierwszy geograficzny opis i triangulacja tej krainy. Na Kaukazie wykonał przeszło półtora tysiąca oznaczeń hipsometrycznych. Był pierwszym Polakiem (i jednym z pierwszych Europejczyków), który wszedł na szczyt Araratu (18 sierpnia 1850 r.), tutaj wykonał pomiar natężenia siły ciężkości i jako pierwszy zwrócił uwagę na tzw. odchylenia pionu. W lipcu 1851 r. obserwował pełne zaćmienie Słońca ze szczytu Gaławdur (3164 m n.p.m.). W 1853 r. awansowano go do stopnia generała majora, a w 1862 r. do stopnia generała lejtnanta armii carskiej. Służbę w armii zakończył w 1867 r.
Po przejściu na emeryturę w dalszym ciągu prowadził prace kartograficzne w terenie. M. in. jeszcze w 1873 r., w sędziwym wieku, wszedł na lodowiec Dedworakski pod Kazbekiem na wysokości 2296 m n.p.m. Lecząc się w kaukaskich wodach mineralnych wykonał jeszcze w 1875 r. triangulację rejonu Esentuki, a wykonaną mapę tego terenu ofiarował kaukaskiemu oddziałowi rosyjskiego Towarzystwa Lekarskiego. Brał udział w pracach kaukaskiego oddziału Rosyjskiego Towarzystwa Geograficznego w Tyflisie, zajmując się szczególnie problemem ruchu kaukaskich lodowców. 
W 1868 r. za prace związane z triangulacją Kaukazu został odznaczony złotym medalem tego Towarzystwa. Był to pierwszy w dziejach Imperium Rosyjskiego przypadek wyróżnienia byłego politycznego zesłańca za zasługi dla nauki. W dowód uznania swoich osiągnięć został odznaczony także Orderem Orła Białego. Był honorowym członkiem Rosyjskiego Towarzystwa Geograficznego.
Napisał kilka prac z zakresu geodezji i topografii wojskowej.
W źródłach rosyjskich, a nawet XX-wiecznych wydawnictwach radzieckich przemilczana była zwykle polska narodowość Chodźki, a w jego biografiach pomijano okres jego młodości, aż po udział w przygotowaniu niedoszłego powstania w Wilnie w 1831 r..

## Literatura dodatkowa
- Bogumił Zwolski: Chodźko Józef. W: Polski Słownik Biograficzny. T. 3: Brożek Jan – Chwalczewski Franciszek. Kraków: Polska Akademia Umiejętności – Skład Główny w Księgarniach Gebethnera i Wolffa, 1937, s. 385–386. Reprint: Zakład Narodowy im. Ossolińskich, Kraków 1989, ISBN 83-04-03291-0.